# Svarthuvad trupial
Svarthuvad trupial (Icterus graduacauda) är en fågel i familjen trupialer inom ordningen tättingar. Den förekommer huvudsakligen i Mexiko, men även in i södra Texas i USA. Arten minskar i antal men beståndet anses ändå vara livskraftigt.

## Kännetecken

### Utseende
Svarthuvad trupial är en relativt stor (21,5–24 cm) och långstjärtad medlem av släktet Icterus. Adult fågel har svart huva, grön rygg, svart stjärt och svarta vingar med ett vitt vingband, gult band i nacken och gul undersida. Könen är ovanligt lika varandra.

### Läten
Sången består av några få låga och långsamma, melankoliska visslingar som i engelsk litteratur återges som "hoooo, heeeowee, heeew heweee". Den har liknats med en människa som lär sig att vissla. Lätet beskrivs som ett oentusiatiskt "tooo" eller "oooeh"; även en serie med stigande, hårda "jeeek, jeeek...".

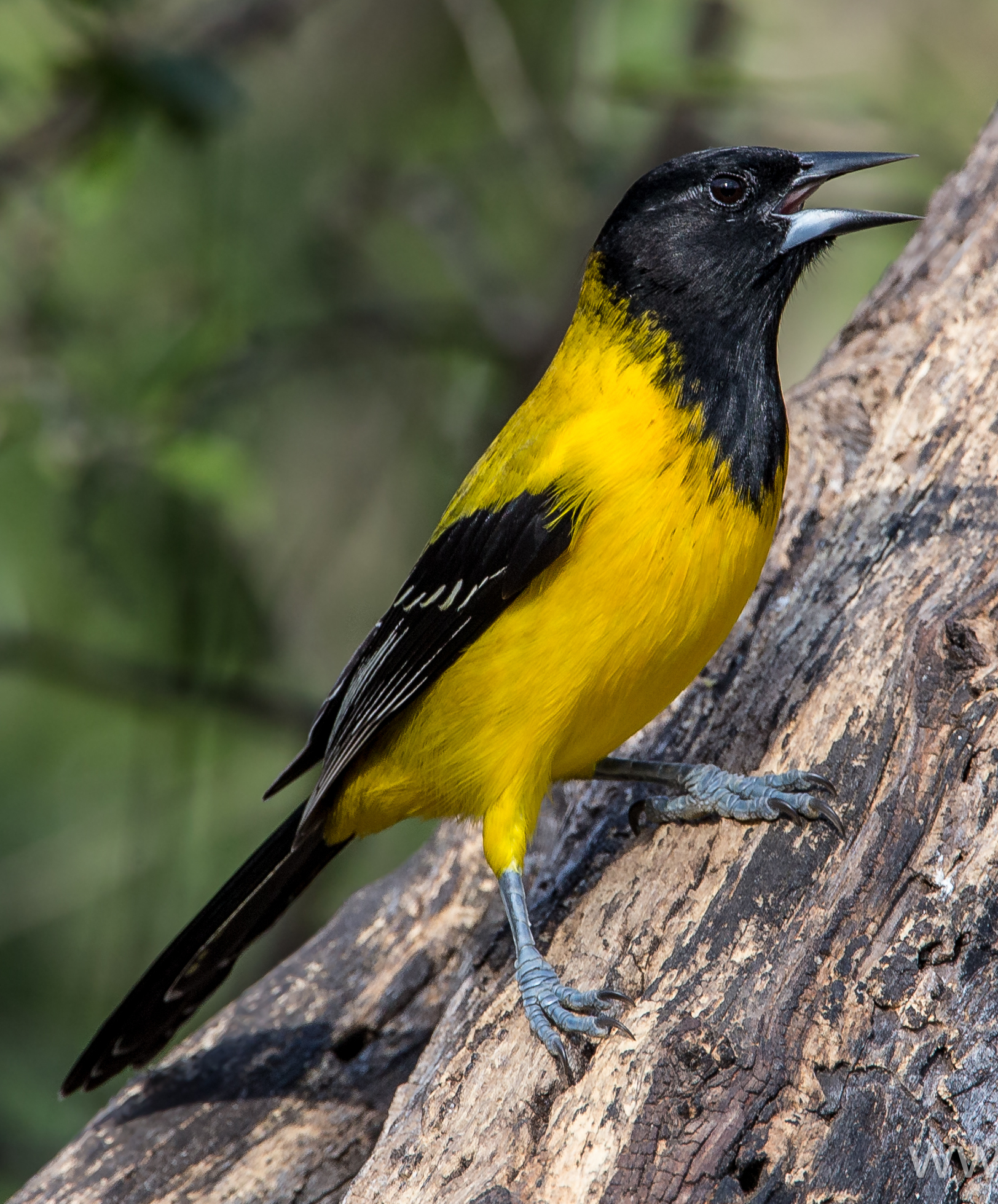

## Utbredning och systematik
Svarthuvad trupial delas in i fyra underarter med följande utbredning:
- graduacauda/audubonii-gruppen
  - Icterus graduacauda graduacauda – förekommer i södra delen av mexikanska platån
  - Icterus graduacauda audubonii – förekommer i södra Texas (nedre Rio Grande Valley) och östra Mexiko (Tamaulipas)
- dickeyae/nayaritensis-gruppen
  - Icterus graduacauda nayaritensis – förekommer från västra centrala Mexiko (södra Nayarit till västra Jalisco, norra Colima och södra Michoacán)
  - Icterus graduacauda dickeyae – förekommer i bergen i sydvästra Mexiko (Sierra Madre del Sur i Guerrero)

## Levnadssätt
Svarthuvad trupial hittas i täta skogsområden med buskig undervegetation. Den ses ensam eller i par, på jakt efter insekter, larver, frukt och nektar. Fågeln häckar mellan april och juni i USA och mellan april och september i Mexiko. Den lägger troligen två eller tre kullar per häckningssäsong.

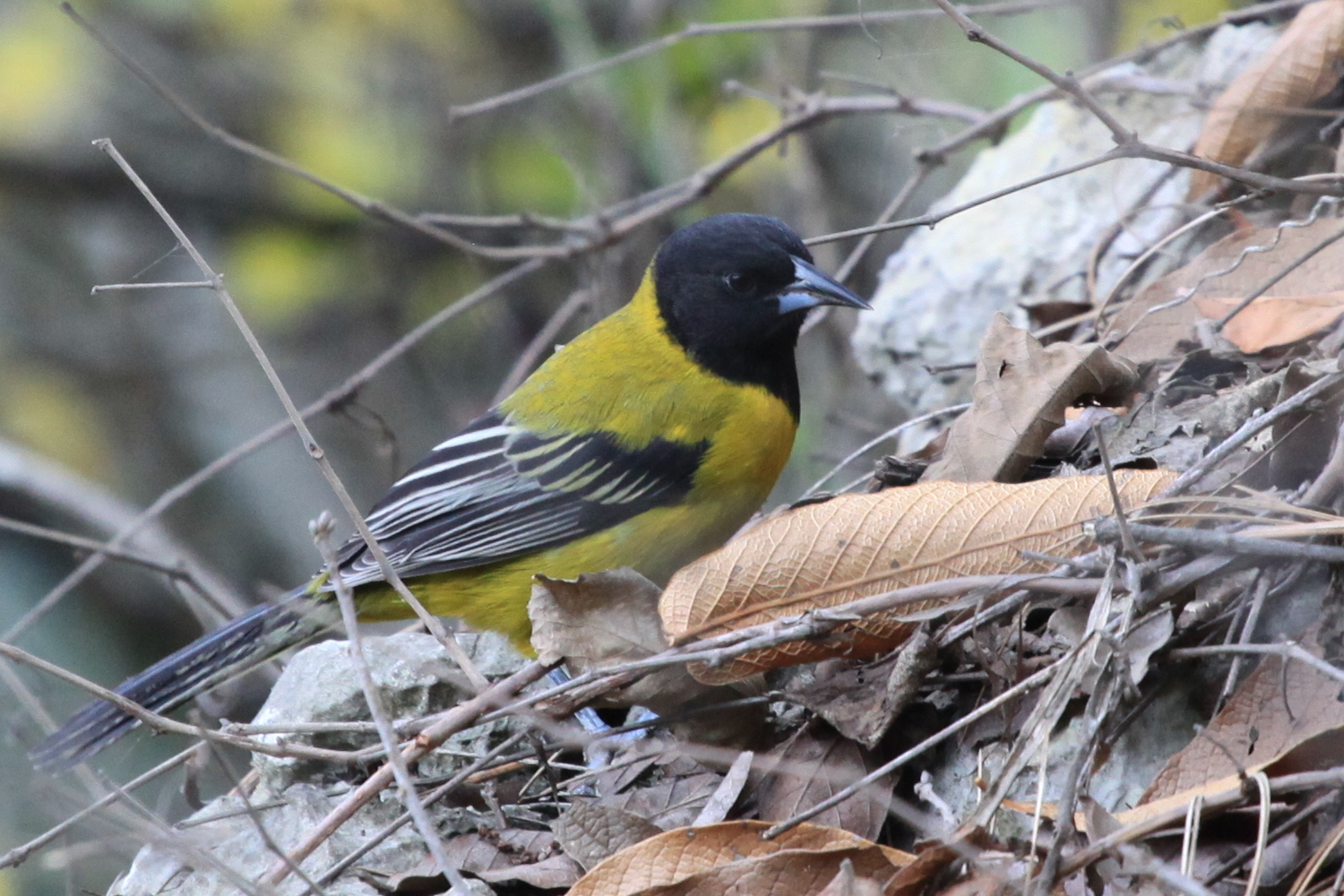

Svarthuvad trupial är utsatt för boparasitism av brunhuvad kostare. I Texas har över hälften av alla bon kostareägg i sig.

## Status och hot
Arten har ett stort utbredningsområde och en stor population, men tros minska i antal, dock inte tillräckligt kraftigt för att den ska betraktas som hotad. Internationella naturvårdsunionen IUCN kategoriserar därför arten som livskraftig (LC). Världsbeståndet uppskattas till 3,5 miljoner vuxna individer.

## Namn
Fågeln kallades tidigare audubontrupial på svenska, hedrande den amerikanske ornitologen John James Audubon. Den tilldelades 2023 ett mer informativt namn av BirdLife Sveriges taxonomikommitté. Det vetenskapliga artnamnet graduacauda betyder "stegstjärtad", efter latinets gradus eller graduus för "steg" och cauda, "stjärt".